# Melilotus altissimus
Melilotus altissimus là loài thực vật thuộc chi Nhãn hương Melilotus. Loài nhiều có nhiều nhóm dưới loài, phân bố ở châu Á, châu Âu, Ai Cập và hiện nay là trên toàn thế giới.

## Hình ảnh

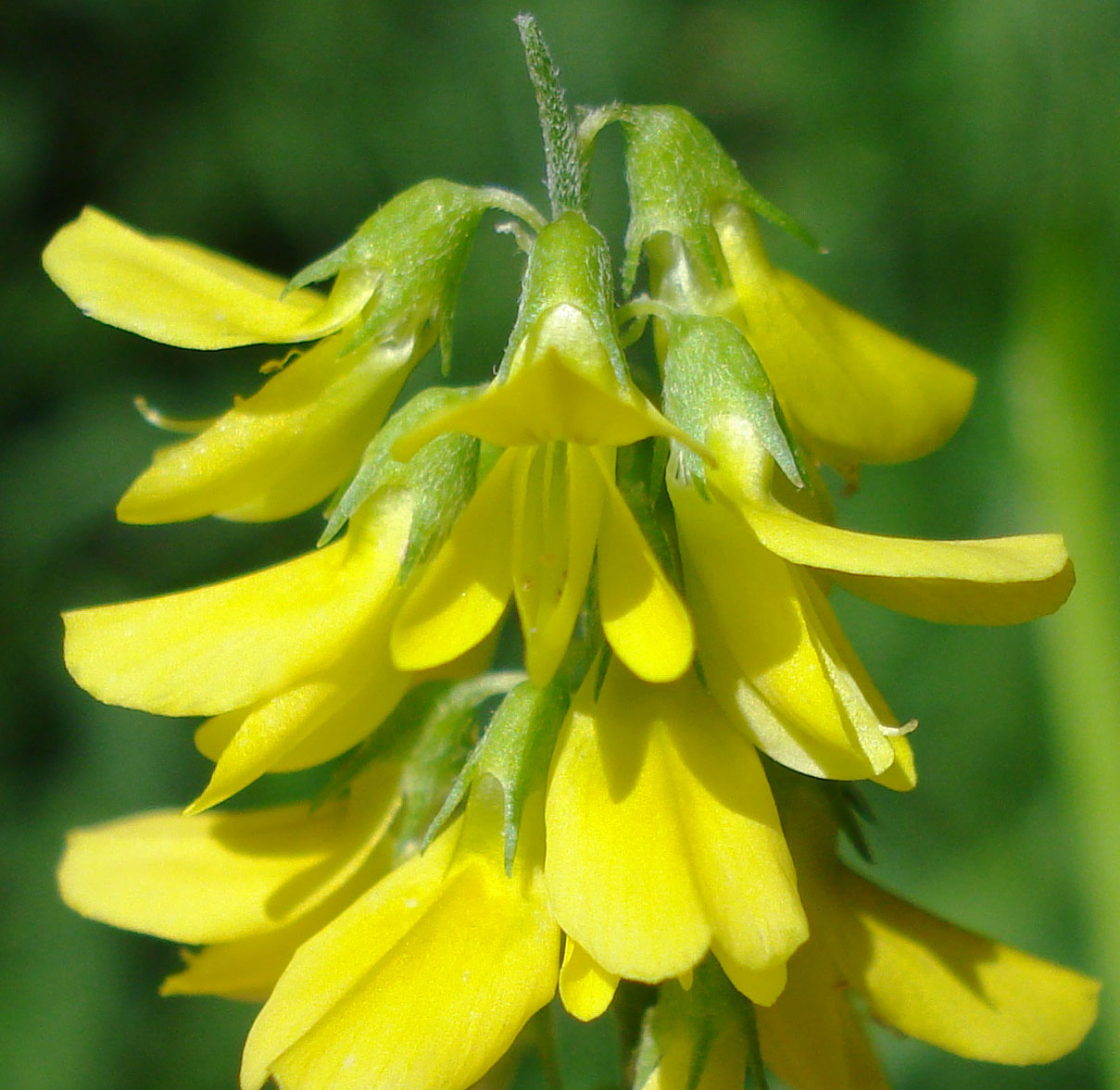
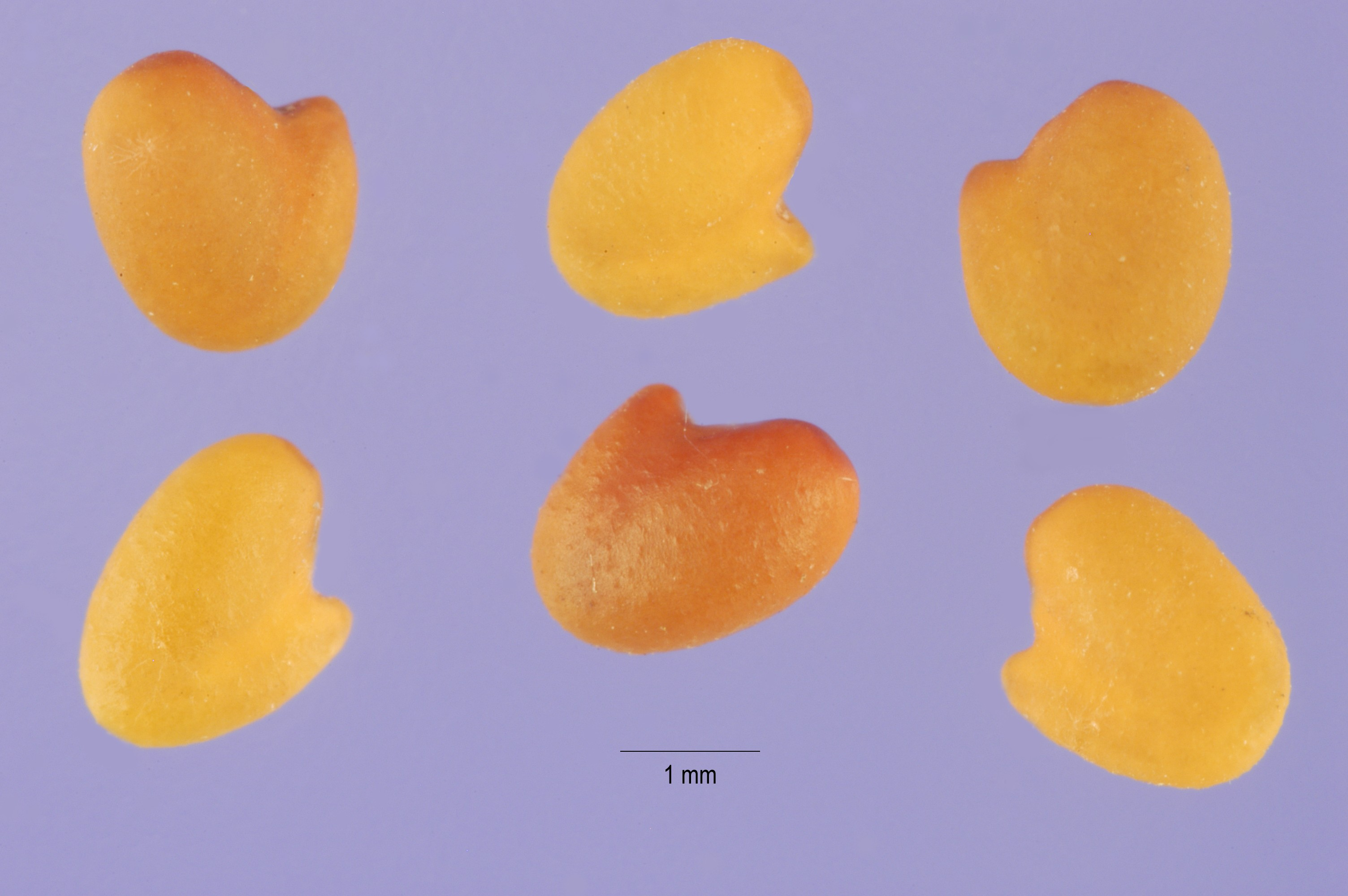
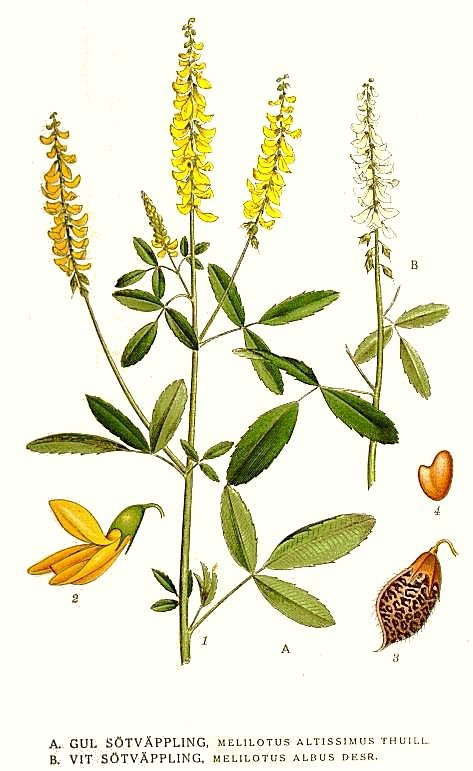
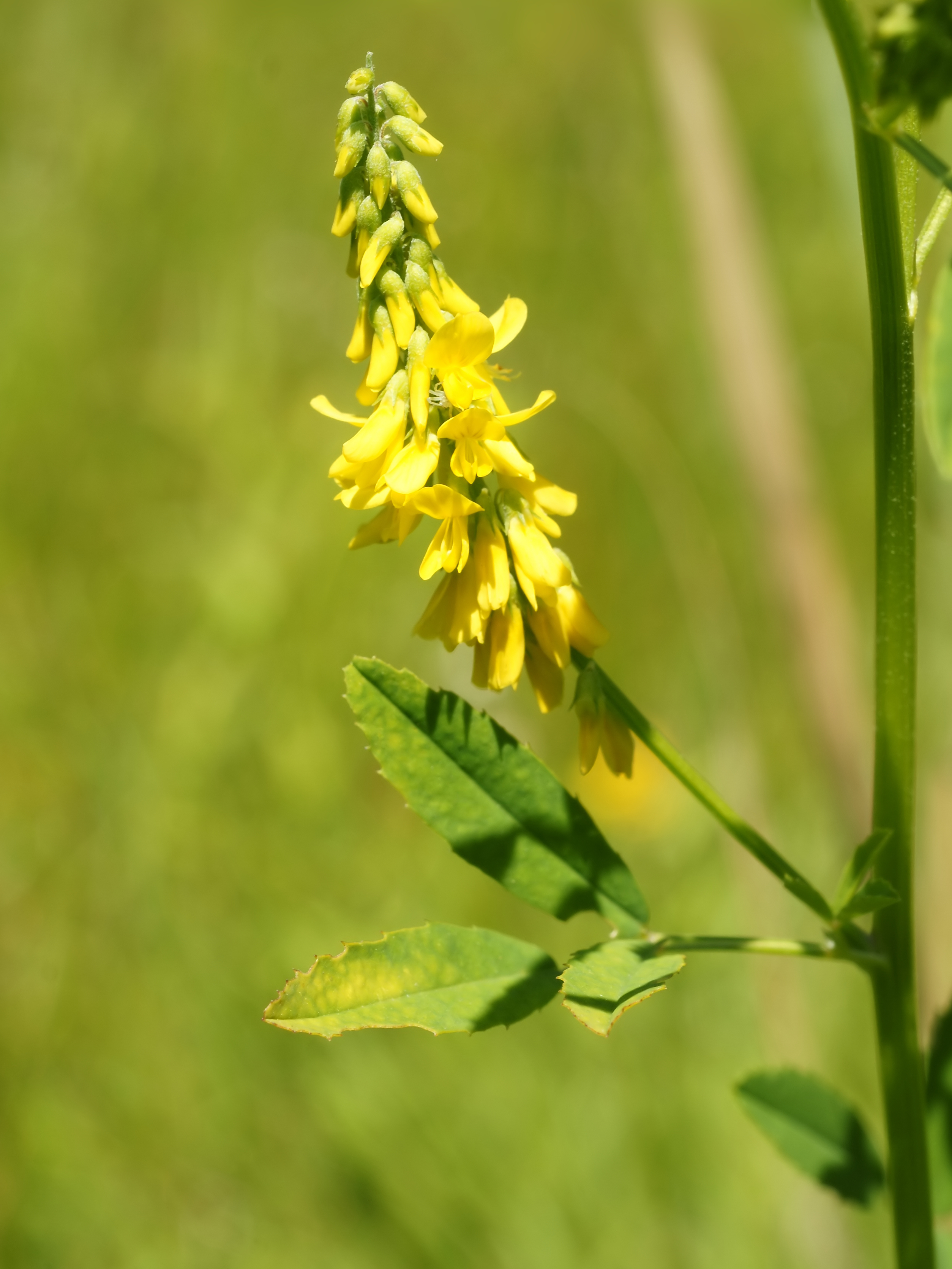